# 토종벌낭충봉아부패병
토종벌낭충봉아부패병은 한국형 낭충봉아부패병 바이러스가 토종벌 즉 한봉(동양종꿀벌;Apis Cerana)에 일으키는 전염병이다.
확산속도가 매우 빠르고 예방과 치료가 안돼 피해가 극심하여 토종벌이 멸종위기에 처해 있다.

## 증상
일벌들이 매일 수많은 애벌레 사체를 빼내서 버린다. 벌통안의 바닥과 벌통앞에 유백색 애벌레 사체가 널려있다.

애벌레 빼내는 증상을 보이기 시작한 후 약 일주일 내지 보름이면 벌통을 버리고 도망가버린다. 도망가서도 애벌레를 빼내다 결국 망한다.

벌집에 봉개된 벌방수가 아주 적은데 벌방뚜껑을 열어보면 대부분 죽은 전용(前蛹)이고 번데기가 거의 없을 뿐만 아니라 몇 안되는 번데기 마저도 죽어있다. 즉, 대가 끊겨서 봉군이 망한다.

병에 걸린 애벌레는 번데기로 탈바꿈하지 못하고 죽는데 벌방 안에서 등을 뻗고 기대어 있다.

병에 걸린 애벌레를 벌방에서 제거해보면 애벌레의 피부가 상당히 질기고 물이 많이 찼다는 것을 알 수 있다.

일벌들이 애벌레 사체를 열심히 제거하기 때문에 벌방에는 사체가 많지 않다.

## 병원체
토종벌낭충봉아부패병의 원인 바이러스는 한국형 낭충봉아부패병 바이러스(Korean Sacbrood Virus;KSBV)다.
한국에서의 발병 초기인 2010년에는 분류상 한국형 낭충봉아부패병 바이러스가 없었으며 극동아시아형인 중국형/태국형 낭충봉아부패병 바이러스로 불리었으나 차후 유전자분석으로 같은 아시아형인 한국형 낭충봉아부패병 바이러스로 재분류되었다.
양봉(서양종꿀벌)에 낭충봉아부패병을 일으키는 바이러스와 토종벌에 토종벌낭충봉아부패병을 일으키는 바이러스는 다르다.

낭충봉아부패병 바이러스(Sacbrood Virus;SBV)는 양봉에만 낭충봉아부패병을 일으키고

토종벌낭충봉아부패병 바이러스(Korean Sacbrood Virus;KSBV)는 토종벌에만 토종벌낭충봉아부패병을 일으킨다.
양봉에도 감염되기는 하지만 큰 문제 없이 해결된다.
두 바이러스는 피코르나바이러스 종류인데 피코르나바이러스에는 폴리오바이러스, 콕사키바이러스, 구제역바이러스, A형 간염바이러스, 리노바이러스 등이 포함된다.

## 감염경로
이 병의 확산경로에 대해서는 아직 명확하게 밝혀져 있지는 않다.

다만, 꽃을 통해 벌통 간에 전파되는 것이 거의 확실해 보인다. 바이러스에 오염된 봉군이동, 벌기구, 벌자재, 도봉, 벌쏠림, 관리자 등을 통해서도 확산될 수 있지만 벌들의 일상적이고 정상적인 활동 중 감염 봉군에서 미감염 봉군으로의 확산 과정과 봉군 내에서의 확산 과정은 다음과 같다.
1. 감염된 밖일벌이 꽃에서 꽃가루/꽃꿀을 수집하는 과정에서 꽃에 바이러스를 묻혀둔다. 일부는 바이러스를 묻힌 꽃가루/꽃꿀을 벌통으로 가져간다.
2. 미감염 봉군의 미감염 밖일벌이 1의 꽃에서 바이러스가 포함된 꽃가루/꽃꿀을 수집해간다. 이 과정에서 미감염 밖일벌이 감염될 수도 있다.
3. 벌통속에 들여온 바이러스가 포함된 꽃가루/꽃꿀을 안일벌과 애벌레가 먹는다.
4. 바이러스를 먹은 안일벌과 애벌레의 몸 속에서 바이러스가 증식하여 그 수가 엄청나게 는다.
5. 감염된 애벌레는 죽는다. 감염된 안일벌의 분비물 먹이를 먹은 애벌레가 감염돼 죽는다(분비물 먹이에 바이러스가 섞여나옴).
6. 이 질병으로 죽은 애벌레 사체를 내다버리는 안일벌이 감염된다. 감염된 안일벌은 당분간 안일을 더 하면서 애벌레를 감염시키거나 밖일벌로 전환된다. 밖일벌로 전환되면 1로 순환한다.

종합해보면, 벌통 안과 밖이 맞물린 바이러스의 확대 재생산 과정이다.

## 국내외 발생 현황
국내에서는 2009년에 토종벌에서 토종벌낭충봉아부패병 바이러스가 보고되었다.
토종벌낭충봉아부패병  바이러스는 중국낭충봉아부패병 바이러스의 변종으로 보인다.
이 바이러스는 아시아 대륙에 토착하여 오랜 세월을 동양종꿀벌과 함께 진화해온 것으로 보인다.

태국에서 1981년에 발견된 이래 인도, 파키스탄, 네팔 그리고 동양종꿀벌이 분포하는 거의 모든 아시아 국가에서 동양종꿀벌과 함께 발견되고 있다.

중국에서는 1971년 겨울, 광동성의 불강, 종화, 증성 등지에서 중국낭충봉아부패병이 최초로 발생했고 다음 해에 광동성 전체에 유행했다. 매우 빠르게 복건성, 강소성, 강서성, 절강성, 안휘성, 호남성, 사천성, 청해성, 귀주성 등지에까지 확산되어 만연했다. 현재는 중국전역에 만연해있다.

몇 개의 보고에 따르면 안일벌이 이 질병의 매개체인 것으로 보인다. 애벌레는 일벌의 먹이 분비선에서 나오는 분비물을 통해 감염된다.

국내에서는 2009년 봄에 중부지방 일부 지역에서 발생하기 시작하여 가을에 전북 북부 지역까지 확산되었고 2010년 9월 현재 섬과 일부 시·군을 제외한 전국으로 확산되어 90% 이상의 토종벌이 폐사한 것으로 추정된다. 이 전염병이 도착한 마을에서는 약 한 달 안에 모든 봉군이 감염되며 약 두 달이면 모두 폐사된다. 바이러스가 마을에 도착하지 않아야 봉군이 살아남을 수 있으며 일단 바이러스가 도착했다면 현재로서는 예방과 치료가 불가능한 실정이다. 확산방지를 위해서는 봉군의 이동을 막고 반경 6킬로미터 안의 모든 토종벌을 살처분해야 한다. 대체로 미발병 벌터는 발병 벌터와 토종벌의 활동영역이 겹치지 않으며 중간에 토종벌이 거의 없는 곳이다.

## 치료 및 예방대책
2010년 9월 현재 이런 저런 예방법 및 치료법이 떠돌고는 있으나 그에 따라해본 결과 예방/치료가 제대로 재현된다는 보고는 없다.
감염 초기에 반경 6 킬로미터 안의 모든 토종벌을 살처분해야 인접지역으로의 확산을 막을 수 있을 것이다.
치료제를 개발하여 치료할 수도 있겠으나 늘 약을 끼고 살 수는 없으므로 이 질병에 내성이 있는 토종벌 봉군을 육종해서 보급해야 한다.

## 낭충봉아부패병과의 비교
낭충봉아부패병은 토종벌에는 발병하지 않고 양봉에만 발병하는데 유밀기가 되면 비교적 쉽게 치료가 되고 피해 정도가 그리 크지 않다.

반면, 토종벌낭충봉아부패병은 유밀기에 오히려 더 기승을 부리며 확산속도가 매우 빠르고 예방 및 치료가 되지 않아 바이러스가 도착한 지역의 토종벌은 모두 감염되어 전멸하게 된다.

현재 국내에 살아남아 있는 토종벌은 해당 지역에 아직 바이러스가 도착하지 않았거나 도착한 지 얼마 되지 않았서 살아있는 것이다.
| 구분                   | 토종벌낭충봉아부패병 | 낭충봉아부패병 |
| ---------------------- | --- | --- |
| 병원체                 | Korean Sacbrood Virus(KSBV) | Sacbrood Virus(SBV) |
| 숙주                   | 토종벌(동양종꿀벌)의 애벌레·전용·성봉 | 양봉(서양종꿀벌)의 애벌레·전용·성봉 |
| 주전염경로             | 꽃가루 | 꽃가루 |
| 부전염경로             | 봉군이동,벌기구,벌자재,꿀,도봉,관리자 등 바이러스를 묻혀서 옮길 수 있는 모든 것 | 봉군이동,벌기구,벌자재,꿀,도봉,관리자 등 바이러스를 묻혀서 옮길 수 있는 모든 것 |
| 벌통 내에서의 확산     | 바이러스가 묻은 꽃가루를 일벌이 가져와서 애벌레에게 먹이면 감염. 감염된 애벌레는 며칠 후 죽고 이 애벌레를 물어내다버리는 일벌도 감염. 감염된 일벌로부터 먹이를 받아먹은 애벌레도 감염. (감염된 일벌의 입에서 나오는 분비물에 바이러스가 묻어나옴) | 바이러스가 묻은 꽃가루를 일벌이 가져와서 애벌레에게 먹이면 감염. 감염된 애벌레는 며칠 후 죽고 이 애벌레를 물어내다버리는 일벌도 감염. 감염된 일벌로부터 먹이를 받아먹은 애벌레도 감염. (감염된 일벌의 입에서 나오는 분비물에 바이러스가 묻어나옴) |
| 증상                   | 애벌레와 전용이 물컹해져서 죽고 그 사체를 일벌들이 내다버림 | 애벌레와 전용이 물컹해져서 죽고 그 사체를 일벌들이 내다버림 |
| 성봉에 감염            | 성봉에 감염되어 수명이 약간 단축되는데 바로 죽지는 않음 | 성봉에 감염되어 수명이 약간 단축되는데 바로 죽지는 않음 |
| 발병가능시기           | 육아시기면 언제나 발병 가능 | 육아시기면 언제나 발병 가능 |
| 발병 성기              | 봄철육아확장시기, 유밀기 | 봄철육아확장시기 |
| 자연 잠복/치유         | 없음(다만,겨울에는 성봉에서 잠복) | 유밀기 |
| 패해정도               | 전멸 (발병 마을에서는 모든 봉군이 감염되어 전멸) | 중간 (봉군이 망하는 경우는 많지 않음) |
| 치유 난이도            | 치료 불가 벌을 빈 벌통에 옮겨 담아놓아도 치유 안 됨 | 보통 |
| 예방 난이도            | 단 한 통이라도 발병 확인됐다면 이미 늦어서 마을에 확산 방지 불가능 | 보통 |
| 치료법                 | 아직은 치료법 없음, 조기에 모든 벌통을 소각해야 인접지역으로의 확산 방지 가능 | 격리, 감염벌집 제거, 적절한 사양, 약물투여(항생제 등) |
| 봉아사체 청소 행위     | 봉아사체를 열심히 내다버리지만 병은 치유되지 않음 | 유밀기에 열심히 내다버리고 병이 비교적 잘 치유됨 |
| 바이러스의 수명/감염력 | 전혀 치유되지 않고 확산속도가 매우 빠른 것으로 보아 벌 몸 밖에서도 장기간 생존하거나 매우 적은 수의 바이러스 입자로도 쉽게 발병하는 것으로 추정됨                                                                                                 | 벌과 봉아의 몸속에서는 계속 생존 벌과 봉아의 몸밖에서 며칠 생존 벌과 봉아의 사체에서는 몇주 생존 |
| 감기에 비유            | 스페인독감, 조류독감, 신종플루 보다 독함 (마을의 모든 봉군이 감염되어 전멸) | 며칠만에 낫는 몸살감기 |

## 같이 보기
- 낭충봉아부패병